# Entropie différentielle
 (octobre 2009).
Si vous disposez d'ouvrages ou d'articles de référence ou si vous connaissez des sites web de qualité traitant du thème abordé ici, merci de compléter l'article en donnant les références utiles à sa vérifiabilité et en les liant à la section « Notes et références ».
L'entropie différentielle est un concept de la théorie de l'information qui étend le concept de l'entropie de Shannon aux lois de probabilités continues.

## Définitions
Pour une variable aléatoire X avec une distribution de probabilité f et définie sur un ensemble {\displaystyle \mathbb {X} }, on définit l'entropie différentielle h(x) par :
{\displaystyle h(X)=-\int _{\mathbb {X} }f(x)\ln f(x)\,\mathrm {d} x.}
Pour un couple de variables aléatoires (X , Y) de loi jointe f(x,y), alors l'entropie différentielle conditionnelle de X sachant Y vaut :
{\displaystyle h(X|Y)=-\int _{\mathbb {X} }\int _{\mathbb {Y} }f(x,y)\ln f(x|y)\,\mathrm {d} x\mathrm {d} y.}

## Propriétés
- On a :

{\displaystyle \forall (a,c)\in \mathbb {R} ^{*}\times \mathbb {R} ,h(aX+c)=h(X)+\ln(|a|)}
- L'entropie différentielle d'une loi continue peut être négative, contrairement à celle d'une loi discrète.
- Majoration : Soit X une variable aléatoire continue de variance Var(X). Alors on a

{\displaystyle h(X)\leqslant {\frac {1}{2}}\ln(2\pi \mathrm {e} \mathrm {Var} (X)),}
avec égalité si et seulement si X suit une loi normale.

## Entropie différentielle pour plusieurs distributions
Dans le tableau qui suit, {\textstyle \Gamma (x)=\int _{0}^{\infty }{\rm {e}}^{-t}t^{x-1}{\rm {d}}t} est la fonction gamma, {\textstyle \psi (x)={\frac {\rm {d}}{{\rm {d}}x}}\ln \Gamma (x)={\frac {\Gamma '(x)}{\Gamma (x)}}} est la fonction digamma, {\textstyle \mathrm {B} (p,q)={\frac {\Gamma (p)\Gamma (q)}{\Gamma (p+q)}}} est la fonction bêta, et γ est la constante d'Euler-Mascheroni.
| Distribution                     | Fonction de distribution de probabilités | Entropie |
| -------------------------------- | --- | --- |
| Loi uniforme continue            | {\displaystyle f(x)={\frac {1}{b-a}}1\!\!1_{[a,b]}} | {\displaystyle \ln(b-a)\,} |
| Loi normale                      | {\displaystyle f(x)={\frac {1}{\sqrt {2\pi \sigma ^{2}}}}\exp \left(-{\frac {(x-\mu )^{2}}{2\sigma ^{2}}}\right)}                                                                      | {\displaystyle \ln \left(\sigma {\sqrt {2\pi \,{\rm {e}}}}\right)} |
| Loi exponentielle                | {\displaystyle f(x)=\lambda \exp \left(-\lambda x\right)} | {\displaystyle 1-\ln \lambda \,} |
| Loi de Cauchy                    | {\displaystyle f(x)={\frac {\lambda }{\pi }}{\frac {1}{\lambda ^{2}+x^{2}}}} | {\displaystyle \ln(4\pi \lambda )\,} |
| Loi du χ²                        | {\displaystyle f(x)={\frac {1}{2^{n/2}\sigma ^{n}\Gamma (n/2)}}x^{{\frac {n}{2}}-1}\exp \left(-{\frac {x}{2\sigma ^{2}}}\right)}                                                       | {\displaystyle \ln 2\sigma ^{2}\Gamma \left({\frac {n}{2}}\right)-\left(1-{\frac {n}{2}}\right)\psi \left({\frac {n}{2}}\right)+{\frac {n}{2}}}                             |
| Distribution Gamma               | {\displaystyle f(x)={\frac {x^{\alpha -1}\exp(-{\frac {x}{\beta }})}{\beta ^{\alpha }\Gamma (\alpha )}}}                                                                               | {\displaystyle \ln(\beta \Gamma (\alpha ))+(1-\alpha )\psi (\alpha )+\alpha \,}                                                                                             |
| Loi logistique                   | {\displaystyle f(x)={\frac {{\rm {e}}^{-x}}{(1+{\rm {e}}^{-x})^{2}}}} | {\displaystyle 2\,} |
| Statistique de Maxwell-Boltzmann | {\displaystyle f(x)=4\pi ^{-{\frac {1}{2}}}\beta ^{\frac {3}{2}}x^{2}\exp(-\beta x^{2})}                                                                                               | {\displaystyle {\frac {1}{2}}\ln {\frac {\pi }{\beta }}+\gamma -{\frac {1}{2}}}                                                                                             |
| Distribution de Pareto           | {\displaystyle f(x)={\frac {ak^{a}}{x^{a+1}}}} | {\displaystyle \ln {\frac {k}{a}}+1+{\frac {1}{a}}} |
| Loi de Student                   | {\displaystyle f(x)={\frac {(1+x^{2}/n)^{-{\frac {n+1}{2}}}}{{\sqrt {n}}\mathrm {B} ({\frac {1}{2}},{\frac {n}{2}})}}}                                                                 | {\displaystyle {\frac {n+1}{2}}\psi \left({\frac {n+1}{2}}\right)-\psi \left({\frac {n}{2}}\right)+\ln {\sqrt {n}}\,\mathrm {B} \left({\frac {1}{2}},{\frac {n}{2}}\right)} |
| Distribution de Weibull          | {\displaystyle f(x)={\frac {c}{\alpha }}x^{c-1}\exp \left(-{\frac {x^{c}}{\alpha }}\right)}                                                                                            | {\displaystyle {\frac {(c-1)\gamma }{c}}+\ln {\frac {\alpha ^{1/c}}{c}}+1}                                                                                                  |
| Loi normale multidimensionnelle  | {\displaystyle f_{X}(x_{1},\dots ,x_{N})=} {\displaystyle {\frac {1}{(2\pi )^{N/2}\left\|\Sigma \right\|^{1/2}}}\exp \left(-{\frac {1}{2}}(x-\mu )^{\top }\Sigma ^{-1}(x-\mu )\right)} | {\displaystyle {\frac {1}{2}}\ln \left[(2\pi {\rm {e}})^{N}\|\Sigma \|\right]}                                                                                              |